# Гулаев, Николай Дмитриевич
Никола́й Дми́триевич Гулаев (1918—1985) — лётчик-истребитель, дважды Герой Советского Союза, четвёртый из советских асов по числу сбитых самолётов в годы Великой Отечественной войны, генерал-полковник авиации.

## Биография

### До войны
Родился 26 февраля 1918 года в станице Аксайская (ныне город Аксай Ростовской области) в семье рабочего. Русский.
В 8 лет лет пошел в единственную станичную школу (ныне гимназия №3 имени дважды Героя Советского союза Н. Д. Гулаева г. Аксая), после чего пошел в школу ФЗУ. Некоторое время работал слесарем на одном из ростовских заводов. Вечерами учился в аэроклубе.
В 1938 году вступил в РККА. С 1939 года — кандидат в члены ВКП(б). В 1940 году окончил Сталинградское авиационное училище, затем служил в авиации ПВО.

### Война

Дважды Герой Советского Союза, лётчик-истребитель гвардии капитан Николай Гулаев в кабине своей «Аэрокобры». Июль 1944

На фронтах Великой Отечественной войны — с января 1942 года (Воронежский фронт с января по август 1942 года; с мая по сентябрь 1943 года, Сталинградский фронт — с августа по октябрь 1942 года, 2-й Украинский фронт).
Лётчик-истребитель старший лейтенант Николай Гулаев особенно отличился в боях на Курской дуге в районе Белгорода.
Звание Героя Советского Союза с вручением ордена Ленина и медали «Золотая Звезда» заместителю командира эскадрильи 27-го истребительного авиационного полка (205-я истребительная авиационная дивизия, 7-й истребительный авиационный корпус, 2-я воздушная армия, Воронежский фронт) старшему лейтенанту Гулаеву Николаю Дмитриевичу присвоено 28 сентября 1943 года за 95 боевых вылетов, 13 лично и 5 в группе сбитых самолётов противника.
В начале 1944 года Николай Гулаев становится командиром эскадрильи. Он принимал участие в освобождении Правобережной Украины. В одном из боёв над рекой Прут во главе шестёрки истребителей P-39 Гулаев атаковал 27 бомбардировщиков противника, шедших в сопровождении 8 истребителей. За 4 минуты было уничтожено 11 вражеских машин, из них 5 — лично Гулаевым.
Второй медали «Золотая Звезда» командир эскадрильи 129-го гвардейского истребительного авиационного полка (205-я истребительная авиационная дивизия, 7-й истребительный авиационный корпус, 5-я воздушная армия, 2-й Украинский фронт) гвардии капитан Н. Д. Гулаев удостоен 1 июля 1944 года за 125 боевых вылетов, 42 воздушных боя, в которых лично сбил 42 самолёта противника и 5 в группе.
В 1944 году были обнародованы Указы о награждении штурмана истребительного авиаполка майора Гулаева третьей «Золотой Звездой», а также ряда летчиков второй «Золотой Звездой», но никто из них не получил наград по причине дебоша, устроенного ими в московском ресторане накануне получения наград. Данные указы были аннулированы. У ведомого Гулаева — Букчина С. З. другая версия этой истории. По ней никакого указа о присвоении третьей звезды не было, а дебош был совсем по другой причине.
В одном из боёв был тяжело ранен, но вернулся в строй и до марта 1945 года служил в должности штурмана авиаполка. Всего за годы войны произвёл 250 боевых вылетов. В 49 воздушных боях сбил лично 55 самолётов противника и 5 — в группе, что сделало его четвёртым по результативности среди советских асов (первый — И. Н. Кожедуб — 64 лично сбитых самолётов; второй и третий — А.И. Покрышкин — 59 лично сбитых самолётов; и Г. А. Речкалов — 56, по другим данным — 61 лично сбитый самолёт).
С марта 1945 года учился в ВВИА им. Жуковского.

### После войны

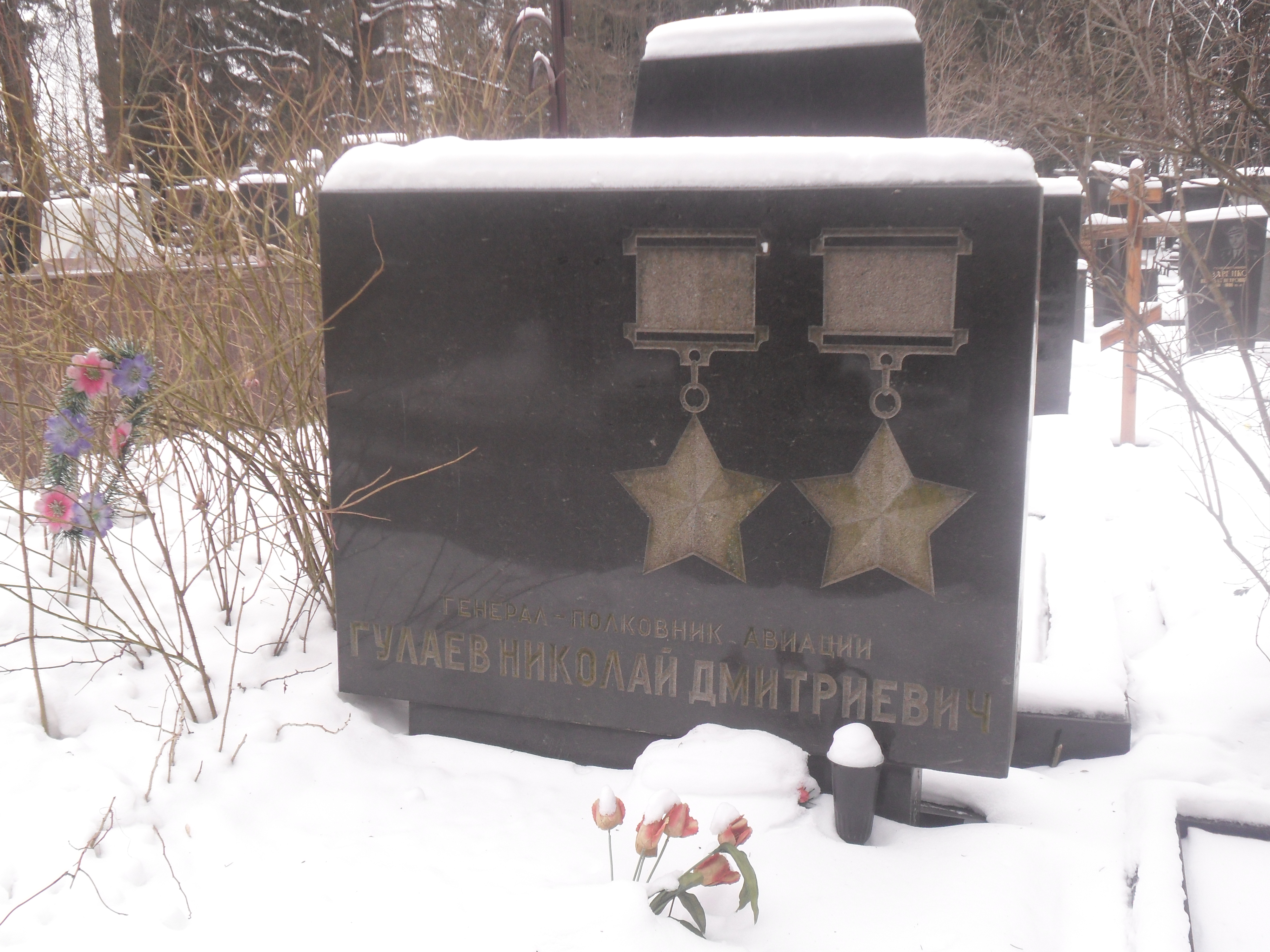
Могила Гулаева на Кунцевском кладбище Москвы.

После войны служил на командных должностях в Войсках ПВО страны. В 1950 году окончил Военно-воздушную академию, а в 1960 году — Военную академию Генерального штаба. С 1955 года в течение пяти лет был командиром 133-й авиационной истребительной дивизии, располагавшейся в Ярославле. С 1966 года по 1974 год в звании генерал-полковника командовал 10-й армией ПВО, в это время жил и служил в городе Архангельске.
Генерал-майор авиации (25.05.1959), генерал-лейтенант авиации (19.02.1968), генерал-полковник авиации (15.12.1972).
С 1979 года генерал-полковник авиации Н. Д. Гулаев в отставке.
Жил в Москве. Скончался 27 сентября 1985 года, похоронен на Кунцевском кладбище.

## Список воздушных побед
| Список воздушных побед Н. Д. Гулаева | Список воздушных побед Н. Д. Гулаева | Список воздушных побед Н. Д. Гулаева | Список воздушных побед Н. Д. Гулаева |
| № п/п                                | Дата победы                          | Тип самолёта                         | Место победы                         |
| ------------------------------------ | ------------------------------------ | ------------------------------------ | ------------------------------------ |
| 1                                    | 03.08.1942                           | Хе-111                               | Новохопёрск                          |
| 2                                    | 24.08.1942                           | Ю-88                                 | Коротояк                             |
| 3                                    | 14.05.1943                           | Ю-87                                 | Гостищево                            |
| 4                                    | 14.05.1943                           | Ю-87                                 | Гостищево                            |
| 5                                    | 22.05.1943                           | Ю-88                                 | аэродром Грязное                     |
| 6                                    | 22.05.1943                           | Ме-109                               | аэродром Грязное                     |
| 7                                    | 08.06.1943                           | Ме-109                               | Покровка                             |
| 8                                    | 22.06.1943                           | Ме-109                               | Хотмыжск                             |
| 9                                    | 05.07.1943                           | Ю-87                                 | Верхопенье                           |
| 10                                   | 05.07.1943                           | Ме-109                               | Прохоровка                           |
| 11                                   | 05.07.1943                           | Ю-87                                 | Коровино                             |
| 12                                   | 05.07.1943                           | Ме-109                               | Драгунское                           |
| 13                                   | 06.07.1943                           | ФВ-190                               | зап. Верхопенье                      |
| 14                                   | 07.07.1943                           | Ю-87                                 | Беленихино                           |
| **                                   | 07.07.1943                           | Хш-126                               | юж. Беленихино                       |
| **                                   | 07.07.1943                           | ФВ-189                               | сев.-зап. Гостищево                  |
| 15                                   | 08.07.1943                           | Ме-109                               | юж. Беленихино                       |
| 16                                   | 12.07.1943                           | Ю-87                                 | Прохоровка                           |
| 17                                   | 12.07.1943                           | Ю-87                                 | Прохоровка                           |
| 18                                   | 12.07.1943                           | Ме-109                               | Прохоровка                           |
| 19                                   | 21.10.1943                           | Ю-87                                 | Пятихатка                            |
| 20                                   | 24.10.1943                           | Ю-87                                 | Саевка                               |
| 21                                   | 24.10.1943                           | Ме-109                               | Саевка                               |
| 22                                   | 26.10.1943                           | Ю-88                                 | р-н Саевка — Чечеливка               |
| 23                                   | 28.10.1943                           | Ме-109                               | Черняховка — Чечеливка               |
| 24                                   | 28.10.1943                           | Ме-109                               | Черняховка — Чечеливка               |
| 25                                   | 29.10.1943                           | Ме-109                               | Новая Прага — Верблюжка              |
| 26                                   | 29.11.1943                           | Хе-111                               | Ефимовка                             |
| 27                                   | 11.12.1943                           | Ю-88                                 | вост. Червоный Яр                    |
| 28                                   | 15.12.1943                           | Ме-109                               | сев. Бесспорная                      |
| **                                   | 15.12.1943                           | ФВ-189                               | сев. Калиновка                       |
| 29                                   | 15.12.1943                           | Ме-109                               | Покровское                           |
| 30                                   | 17.12.1943                           | Ю-87                                 | Покровская Рыбчина                   |
| 31                                   | 17.12.1943                           | ФВ-190                               | Покровская Рыбчина                   |
| 32                                   | 08.01.1944                           | Ю-87                                 | сев. Марьевка                        |
| 33                                   | 08.01.1944                           | ФВ-190                               | Марьевка                             |
| 34                                   | 02.02.1944                           | Ме-109                               | Коротино                             |
| **                                   | 09.02.1944                           | Ю-52                                 | юго-зап. Корсунь-Шевченковский       |
| 35                                   | 26.02.1944                           | ФВ-189                               | Компанеевка                          |
| 36                                   | 12.04.1944                           | ПЗЛ-24                               | зап. Синешты                         |
| 37                                   | 16.04.1944                           | ПЗЛ-24                               | сев.-вост. Петрикань                 |
| **                                   | 18.04.1944                           | Ме-109                               | ст. Бульбока                         |
| 38                                   | 18.04.1944                           | Ю-87                                 | юж. Балабанешти                      |
| 39                                   | 18.04.1944                           | Ю-87                                 | Балабанешти                          |
| 40                                   | 25.04.1944                           | ФВ-190                               | Будешты                              |
| 41                                   | 25.04.1944                           | ФВ-190                               | Будешты                              |
| 42                                   | 25.04.1944                           | ФВ-190                               | Будешты                              |
| 43                                   | 25.04.1944                           | ФВ-190                               | Будешты                              |
| 44                                   | 29.04.1944                           | ФВ-190                               | сев.-зап. Яссы                       |
| 45                                   | 03.05.1944                           | Хе-111                               | Валя Ойлор                           |
| 46                                   | 03.05.1944                           | Ме-109                               | Мовилени                             |
| 47                                   | 07.05.1944                           | Хе-111                               | Дулчешти                             |
| 48                                   | 30.05.1944                           | Хш-126                               | Тедеруш                              |
| 49                                   | 30.05.1944                           | Ю-88                                 | Вултуру                              |
| 50                                   | 30.05.1944                           | Ме-109                               | Скулени                              |
| 51                                   | 30.05.1944                           | Ме-109                               | Скулени                              |
| 52                                   | 30.05.1944                           | Ю-87                                 | Скулени                              |
| 53                                   | 10.08.1944                           | Ме-109                               | юго-зап. Опатув                      |
| 54                                   | 11.08.1944                           | ФВ-190                               | юж. Бжезина                          |
| 55                                   | 12.08.1944                           | ФВ-190                               | зап. Сташув                          |

Всего воздушных побед: 55+5 
боевых вылетов — 250 
воздушных боёв — 49
** — групповые победы.

## Награды
СССР

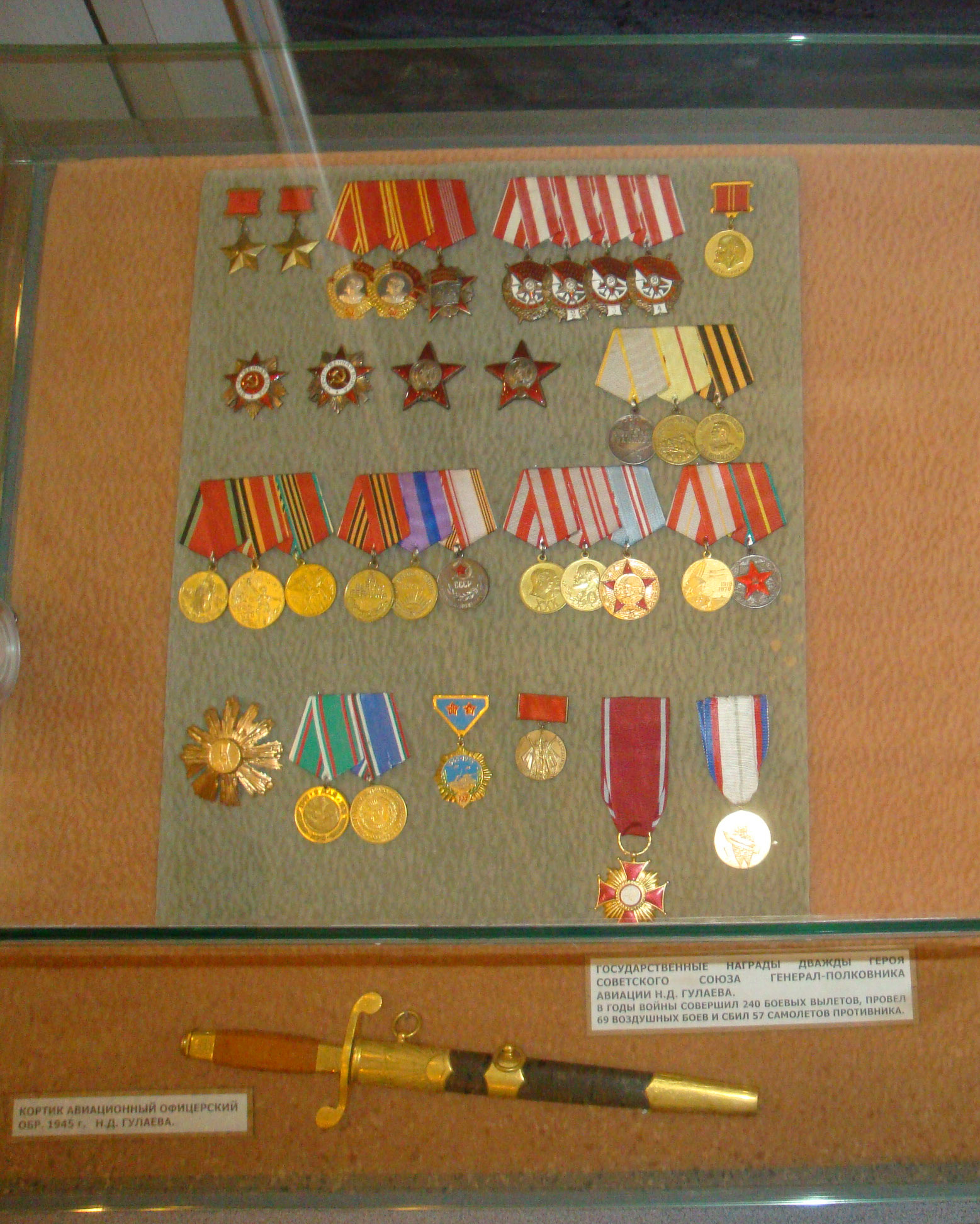
Награды Гулаева в Центральном музее Вооружённых Сил в Москве

- две медали «Золотая Звезда» Героя Советского Союза (28.09.1943[3], 01.07.1944)
- два ордена Ленина (28.09.1943, 8.10.1943[4])
- Орден Октябрьской Революции (4.03.1975)
- четыре ордена Красного Знамени (15.05.1943[5], 21.01.1944[6], 29.04.1957[7], 23.02.1971)
- два ордена Отечественной войны I степени (22.10.1944[8], 11.03.1985[9])
- два ордена Красной Звезды (22.02.1955[7], 26.10.1955[10])
  - медали в том числе:
  - «За боевые заслуги» (20.06.1949)[10]
  - «За оборону Сталинграда»
  - «За победу над Германией в Великой Отечественной войне 1941—1945 гг.»[11]
  - «За взятие Берлина»
  - «За освобождение Праги»
  - «Ветеран Вооружённых Сил СССР»
  - «За безупречную службу» I степени

других государств
- золотой крест «Заслуги» (ПНР)
- орден Тудора Владимиреску II степени (СРР)
- Медаль «За укрепление дружбы по оружию» (ЧССР)
- медаль «30 лет Болгарской Народной Армии» (НРБ)
- медаль «30 лет Победы над фашистской Германией» (НРБ)
- медаль «50 лет Монгольской Народной Армии» (МНР)

## Память
- Бронзовый бюст дважды Героя Советского Союза Н. Д. Гулаева установлен в городе Аксай Ростовской области (скульптор Н. Рапопорт, 1946)[12].
- Улица в г. Аксае.
- Детский оздоровительный лагерь Военно-воздушных сил им. Н. Д. Гулаева, г. Анапа[13].
- Мемориальная доска в Ярославле.[14]
- Мемориальная доска в Архангельске на доме, где он жил.
- Имя дважды Героя Советского Союза Н. Д. Гулаева носит МБОУ Гимназия № 3 города Аксай Ростовской области[15].
- Мемориальная доска на ул. Кибальчича в Москве на доме 2 корпус 1, где он жил.
- Мемориальная доска в память о Гулаеве установлена Российским военно-историческим обществом на гимназии № 3 в городе Аксай, где он учился.
- В 2023 году открылся бюст Гулаева на территории Гимназии №3, где учился Герой.